# تپه قلعه روستای اسماعیل‌آباد
تپه قلعه روستای اسماعیل‌آباد مربوط به دوران‌های تاریخی پس از اسلام است و در شهرستان بوئین‌زهرا، بخش آوج، روستای اسماعیل‌آباد واقع شده و این اثر در تاریخ ۱۲ بهمن ۱۳۸۱ با شمارهٔ ثبت ۷۴۴۹ به‌عنوان یکی از آثار ملی ایران به ثبت رسیده است.